# Літературна премія газети «Свенска даґбладет»
Літерату́рна пре́мія газе́ти «Све́нска даґбла́дет» (швед. Svenska Dagbladets litteraturpris) — це шведська літературна нагорода, яку щороку присуджує газета «Svenska Dagbladet». Грошовий еквівалент премії, заснованої 1944 року (коли в газети був 60-літній ювілей), становить 30 000 шведських крон.
У 2011 році журі складалося з таких членів: Пауліна Гельгесон, Людвіґ Герцберґ, Ева Юганссон, Еллен Маттсон, Елізе Карлссон і Кай Шюлер (голова).

## Лауреати премії
- 1944 Гаррі Мартінсон, Ларс Алін, Еллі Яннес, Уле Турвальдс
- 1945 Сівар Арнер, Б'єрн-Ерік Гейєр, Арне Нюман, Маріанна Алопеус, Нільс Оке Мальмстрем, Астрід Ліндґрен, Анна Ліза Лундквіст
- 1946 Стіґ Дагерман, Таге Аурелль, Бенґт Андерберг
- 1947 Ерік Ліндеґрен, Отто-Карл Оскарссон, Сольвейґ фон Шоульц, Ганс Берграм
- 1948 Стіна Аронсон, Вільґот Шеман, Раґнар Бенґтссон, Бенґт В. Валль, Оке Гольмберг
- 1949 Вернер Аспенстрем, Фольке Дальберг, Ларс Єранссон, Уве Гусар
- 1950 Ґустаф Руне Ерікс, Туре Зеттергольм, Гансерік Єртен, Брітт Ґ. Галльквіст
- 1951 Віллі Чюрклунд, Стаффан Ларссон, Пер Андерс Фогельстрем, Вівека Гольмерус
- 1952 Улла Ісакссон, Бертіль Шютт, Раґнар Турші, Сандро Кей-Оберг, Туве Янссон
- 1953 Сара Лідман, Оскар Парланд
- 1954 Лізе Дроуґґе, Біргер Вікстрем, Фольке Ісакссон
- 1955 Ельза Ґраве, Ганс Петерсон
- 1956 Вальтер Юнквіст
- 1957 Біргітта Троціґ, Ерланд Юсефсон
- 1958 Ларс Юлленстен, Оке Вассінґ
- 1959 Бенґт Седерберг, Курт Саломонсон
- 1960 Ларс Ґустафссон (Bröderna — «Брати»)
- 1961 Бу Карпелан (Den svala dagen — «Прохолодний день»)
- 1962 Ґуннар Е. Сандґрен (Fursten — «Князь»)
- 1963 Пер Улоф Сундман (Sökarna — «Видошукач»)
- 1964 Педер Шеґрен (Elis — «Еліс»)
- 1965 Пер Валее (Generalerna — «Генерали»)
- 1966 Пер Улоф Енквіст (Hess — «Гесс»)
- 1967 Свен Ліндквіст (Myten om Wu Tao-Tzu — «Міф про Ву Таоцзи»)
- 1968 Стіґ Клаессон (Vem älskar Yngve Frej? — «Хто кохає Інґве Фрей?»)
- 1969 Пер Ґуннар Евандер (Uppkomlingarna-en personundersökning — «Прибульці — персональне розслідування»)
- 1970 Свен Дельбланк (åminne — «Пам'ять»)
- 1971 Єста Фріберг (Moder jord — «Мати земля»)
- 1972 Ріта Турнборг (Docent Åke Ternvall ser en syn — «Доцент Оке Тернвалль бачить картину»)
- 1973 П. С. Єршільд (Djurdoktorn — «Ветеринар»)
- 1974 Ганс О. Ґранлід (Rackarsång — «Непристойна пісня»)
- 1975 Челль Еспмарк (Det obevekliga paradiset 1-25 — «Невблаганний рай»)
- 1976 Єран Тунстрем (Sandro Botticellis sånger — «Пісні Сандро Ботічеллі» і Prästungen — «Пасторське дитя»)
- 1977 Герда Антті (Inte värre än vanligt — «Не гірше, ніж завжди»)
- 1978 Тобіас Берґґрен (Bergsmusik — «Гірська музика»)
- 1979 Єран Сунневі (Språk; Verktyg; Eld — «Мова; Інструмент; Вогонь»)
- 1980 Анна Вестберг (Walters hus — «Дім Вальтера»)
- 1981 Гайді фон Борн (Hungerbarnen — «Дитя голоду»)
- 1982 Ларс Андерссон (Bikungskupan — «Вулик для трутня»)
- 1983 Пеетер Пуйде (Till Bajkal, inte längre — «До Байкалу, не далі»)
- 1984 Сун Аксельссон (Honungsvargar — «Медові вовки»)
- 1985 Пітер Нільсон (Guldspiken — «Золотий цвях»)
- 1986 Крістер Ерікссон (Luften är full av S — «Повітря повне „С“»)
- 1987 Ernst Brunner (Svarta villan — «Чорна вілла»)
- 1988 Конні Ісґрен (Övning — «Навчання»)
- 1989 Крістіна Луґн (Hundstunden — «Собача година»)
- 1990 Урбан Андерссон (Det hemliga ljuset — «Таємниче світло»)
- 1991 Інґер Едельфельдт (Rit — «Обряд»)
- 1992 Сіґрід Комбюхен (Korta och långa kapitel — «Короткий і довгий розділ»)
- 1993 Агнета Плейєль (Fungi — «Fungi»)
- 1994 Ева Рунефельт (Hejdad tid — «Спинений час»)
- 1995 Гуннар Гардінг (Stora scenen och Är vi långt från Montmartre? — «Велика сцена» і  — «Чи далеко нам до Монмартра?»)
- 1996 Петер Чильґорд (Anvisningar till en far — «Вказівки батькові»)
- 1997 Карола Ганссон (Steinhof — «Штайнгоф»)
- 1998 Еллен Маттсон (Resenärerna — «Подорожні»)
- 1999 Пер Оденстен (En lampa som gör mörker — «Лампа, що сіє пітьму»)
- 2000 Анна-Марія Берглунд (Jag vill stå träd nu — «Тепер я хочу стояти деревом»)
- 2001 Мая Лундґрен (Pompeji — «Помпеї»)
- 2002 Стів Клаесон (Rönndruvan glöder — «Горить кетяг горобини»)
- 2003 Крістіна Фалькенланд (Öde — «Доля»)
- 2004 Біргітта Лілльперс (Glömde väl inte ljusets element när du räknade — «Не забудь про стихію світла, коли порахуєш»)
- 2005 Єспер Свенбру (Himlen och andra upptäckter — «Небо та інші відкриття»)
- 2006 Ларс Якобсон (Vid den stora floden — «Біля великої ріки»)
- 2007 Арне Юнссон (Bäras utan namn till natt till morgon — «Носитись без імені до вечора й до ранку»)
- 2008 Лі Лі (Ursprunget — «Предковічне»)
- 2009 Юганна Гольмстрем (Camera Obscura — «Камера обскура»)
- 2010 Петер Тернквіст (Kioskvridning 140 grader — «Будка, повернута на 140 градусів»)
- 2011 Мара Лі (Salome — «Саломея»)
- 2012 Юганнес Анюру (En storm kom från paradiset — «Буря прийшла з раю»)
- 2013 Лена Андерссон (Egenmäktigt förfarande — «Самовільні дії»)
- 2014 Крістіна Сандберг (Liv till varje pris — «Життя за всяку ціну»)[2]
- 2015 Іда Лінде (Norrut åker man för att dö — «На північ їдуть, щоб померти»), Ліна Стольц (I morgon är allt som vanligt — «Завтра — як завжди»)[3]